# Server Zjeparov
Server Zjeparov (uzbekiska: Сервер Жепаров, ryska: Сервер Джепаров; Server Dzjeparov), född 3 oktober 1982 i Tjirtjik, Sovjetunionen, är en uzbekisk före detta fotbollsspelare. Han har utsetts till Årets fotbollsspelare i Asien två gånger: 2008 och 2011.

## Karriär

### Klubbkarriär
2008 blev Zjeparov bästa målskytt i den uzbekiska ligan på 19 mål, varav 7 var straffmål. Samma år utmärktes han med priset Årets fotbollsspelare i Asien, för hans viktiga roller i FC Bunyodkor och det uzbekiska landslaget. Som en del av ett avtal med det asiatiska fotbollsförbundet, AFC, erbjöds Zjeparov att tillbringa en månad som provspelare i Premier League-storklubben Chelsea FC. Detta krockade dock med mästerskapsmatcher och matcher i AFC Champions League, vilket gjorde att han inte kunde spela för storklubben.
Sedan Zjeparov kom till Bunjodkor 2008 har han varit en av klubbens nyckelspelare. Dessutom var han med och tog klubbens hittills första ligatitel, 2009. 
I juli 2010 stod det klart att den sydkoreanska storklubben FC Seoul lånat Zjeparov över en sexmånadersperiod. Zjeparov hade själv sagt att han länge velat spela i den koreanska ligan (K-League), och att det skulle bli en ära att spela i klubben. År 2011 flyttade han till saudiska Al-Shabab

### Internationell karriär
Zjeparov har hunnit spela för det uzbekiska landslaget 63 gånger, och gjort 12 mål, sedan landslagsdebuten 2002. 2007 valdes Zjeparov, tillsammans med landslagskamraten Vitalij Denisov in i bästa startelvan i det Asiatiska mästerskapet i fotboll 2007.

### Mål för seniorlandslaget
| Nr | Datum            | Spelplats                    | Motstånd              | Mål | Resultat | Tävling                |
| -- | ---------------- | ---------------------------- | --------------------- | --- | -------- | ---------------------- |
| 1  | 9 juni 2004      | Tasjkent, Uzbekistan         | Palestina             | 3–0 | Vinst    | VM-kval 2006           |
| 2  | 8 september 2004 | Al Rayyan, Qatar             | Palestina             | 3–0 | Vinst    | VM-kval 2006           |
| 3  | 17 augusti 2008  | Tasjkent, Uzbekistan         | Kuwait                | 3–2 | Vinst    | VM-kval 2006           |
| 4  | 22 februari 2006 | Tasjkent, Uzbekistan         | Bangladesh            | 5–0 | Vinst    | AFC-kval 2007          |
| 5  | 11 oktober 2006  | Dhaka, Bangladesh            | Bangladesh            | 4–0 | Vinst    | AFC-kval 2007          |
| 6  | 5 juli 2007      | Seoul, Sydkorea              | Sydkorea              | 1–2 | Förlust  | Vänskapsmatch          |
| 7  | 22 mars 2008     | Tasjkent, Uzbekistan         | Jordanien             | 4–1 | Vinst    | Vänskapsmatch          |
| 8  | 26 mars 2008     | Tasjkent, Uzbekistan         | Saudiarabien          | 3–0 | Vinst    | VM-kval 2010           |
| 9  | 2 juni 2008      | Singapore, Singapore         | Singapore             | 7–3 | Vinst    | VM-kval 2010           |
| 10 | 2 juni 2008      | Singapore, Singapore         | Singapore             | 7–3 | Vinst    | VM-kval 2010           |
| 11 | 14 juni 2008     | Tasjkent, Uzbekistan         | Libanon               | 3–0 | Vinst    | VM-kval 2010           |
| 12 | 28 december 2008 | Ramat Gan, Israel            | Israel (U21)          | 3–2 | Vinst    | Vänskapsmatch          |
| 13 | 14 november 2009 | Tasjkent, Uzbekistan         | Malaysia              | 3–0 | Vinst    | AFC 2011-kval          |
| 14 | 7 januari 2011   | Doha, Qatar                  | Qatar                 | 2–0 | Vinst    | Asiatiska Mästerskapet |
| 15 | 12 januari 2011  | Doha, Qatar                  | Kuwait                | 2–1 | Vinst    | Asiatiska Mästerskapet |
| 16 | 23 juli 2011     | Tasjkent, Uzbekistan         | Kirgizistan           | 4–0 | Vinst    | VM-kval 2014           |
| 17 | 7 augusti 2011   | Tasjkent, Uzbekistan         | Japan                 | 1–1 | Oavgjort | VM-kval 2014           |
| 18 | 12 oktober 2012  | Dubai, Förenade Arabemiraten | Förenade arabemiraten | 1–1 | Oavgjort | Vänskapsmatch          |
| 19 | 26 mars 2013     | Tasjkent, Uzbekistan         | Libanon               | 1–0 | Vinst    | VM-kval 2014           |
| 20 | 6 juni 2013      | Guangzhou, Kina              | Kina                  | 2–1 | Vinst    | Vänskapsmatch          |
| 21 | 6 september 2013 | Amman, Jordanien             | Jordanien             | 1–1 | Oavgjort | VM-kval 2014           |
| 22 | 7 september 2014 | Tasjkent, Uzbekistan         | Nya Zeeland           | 3–0 | Vinst    | Vänskapsmatch          |
| 23 | 14 oktober 2014  | Dubai, Förenade Arabemiraten | Förenade arabemiraten | 3–0 | Vinst    | Vänskapsmatch          |
| 24 | 17 november 2015 | Doha, Qatar                  | Jemen                 | 2–0 | Vinst    | VM-kval 2018           |
| 25 | 14 februari 2016 | Dubai, Förenade Arabemiraten | Libanon               | 2–0 | Vinst    | Vänskapsmatch          |

## Meriter
- Pakhtakor 
  - Uzbekiska cupen: 2002, 2003, 2004, 2005, 2006 & 2007
  - Uzbekiska ligan: 2002, 2003, 2004, 2005, 2006 & 2007
  - OSS-cupen: 2007

- Bunyodkor 
  - Uzbekiska cupen: 2008
  - Uzbekiska ligan: 2008, 2009

- FC Seoul 
  - K-League cupen: 2010

- Al Shabab 
  - Saudi Professional League: 2012

- Lokomotiv Tashkent 
  - Uzbekiska cupen: 2016
  - Uzbekiska ligan: 2016

- Esteghlal 
  - Hazfi Cup: 2017–18

- AFC Årets fotbollsspelare i Asien: 2008, 2011